# Poligny (Alte Alpi)
Poligny è un comune francese di 320 abitanti situato nel dipartimento delle Alte Alpi della regione della Provenza-Alpi-Costa Azzurra.

## Geografia fisica
Poligny è situato nella parte occidentale del Champsaur, alla sinistra del fiume Drac e di fronte al Vieux Chaillol (3163 metri, a Sud-Ovest del massiccio des Écrins).
Il capoluogo e le principali frazioni sono situate a 1.000 metri, ma il comune inizia dal Pont du Rageoux a 900 metri fino a raggiungere la Sommet de Girolet a 2.060 metri.
La sua posizione geografica gli conferisce un clima particolare; non è protetto dalle correnti dell'Ovest per il massiccio del Dévoluy ed è privo del clima provenzale per i 1248 metri del Col Bayard a Sud. Poligny è sottomesso dal vento del Nord ed in inverno dal freddo del massiccio del Haut Dauphiné.

## Società

### Evoluzione demografica
Abitanti censiti